# Getchel·lita
La getchel·lita és un mineral de la classe dels sulfurs. Rep el nom de la mina Getchell, situada a l'estat de Nevada, als Estats Units, la seva localitat tipus.

## Característiques
La getchel·lita és un sulfur de fórmula química AsSbS₃. Cristal·litza en el sistema monoclínic. La seva duresa a l'escala de Mohs es troba entre 1,5 i 2.
Segons la classificació de Nickel-Strunz, la getchel·lita pertany a «02.FA: Sulfurs d'arsènic, àlcalis, sulfurs amb halurs, òxids, hidròxid, H₂O, amb As, (Sb), S» juntament amb els següents minerals: duranusita, dimorfita, pararealgar, realgar, alacranita, uzonita, laphamita, orpiment i wakabayashilita.
L'exemplar que va servir per a determinar l'espècie, el que es coneix com a material tipus, es troba conservat al Smithsonian.

## Formació i jaciments
Va ser descoberta a la mina Getchell, dins el districte miner de Potosí, al comtat de Humboldt (Nevada, Estats Units). També ha estat descrita a d'altres indrets del mateix estat, al Canadà, Espanya, França, Itàlia, el Pakistan, l'Iran, Rússia, el Kirguizstan, la República Popular de la Xina i el Japó.